# Блонді (кулінарія)
Блонді (також відома як «блонді брауні» або «плитка блонді») — м'який, солодкий десерт у вигляді прямокутного шматка. Він схожий на традиційний шоколадний брауні, але ваніль заміняє какао, що використовується у брауні, і містить коричневий цукор. Блонді виготовляють з борошна, коричневого цукру, масла, яєць, пекарського порошку і ванілі, але може містити волоські горіхи або пекан. Блонді містить стружку білого або чорного шоколаду, ірису, кокосову стружку, горіхи, ірис, або шматочки цукерок для додаткової текстури.
Блонді значно відрізняється від брауні з білого шоколаду. На відміну від шоколадного брауні, він не містить шоколаду або шоколадного ароматизатору, окрім шоколадної стружки, яку може містити.
Блонді випікається на деці у духовій шафі у спосіб, схожий до випікання традиційного брауні, потім нарізується на прямокутні шматочки для подачі. Часто подається з карамельним соусом.